# 兹德涅克·亚尔科夫斯基
兹德涅克·亚尔科夫斯基（捷克語：Zdeněk Jarkovský，1918年10月3日—1948年11月8日），捷克男子冰球运动员。他曾代表捷克斯洛伐克国家队参加1948年冬季奥林匹克运动会冰球比赛，获得一枚银牌。